# Sargans
Sargans é uma comuna da Suíça, no Cantão São Galo, com cerca de 4.977 habitantes. Estende-se por uma área de 9,48 km², de densidade populacional de 525 hab/km². Confina com as seguintes comunas: Balzers (LI), Fläsch (GR), Mels, Vilters-Wangs, Wartau.
A língua oficial nesta comuna é o Alemão.